# Super Why!
Super Why! este un serial de televiziune animat pe computer din Statele Unite ale Americii și Canada, creat de Angela Santomero în 2007. Serialul a fost dublat în limba română, dar canalul care a difuzat acest dub în România este momentan necunoscut.